# Kanalkampf

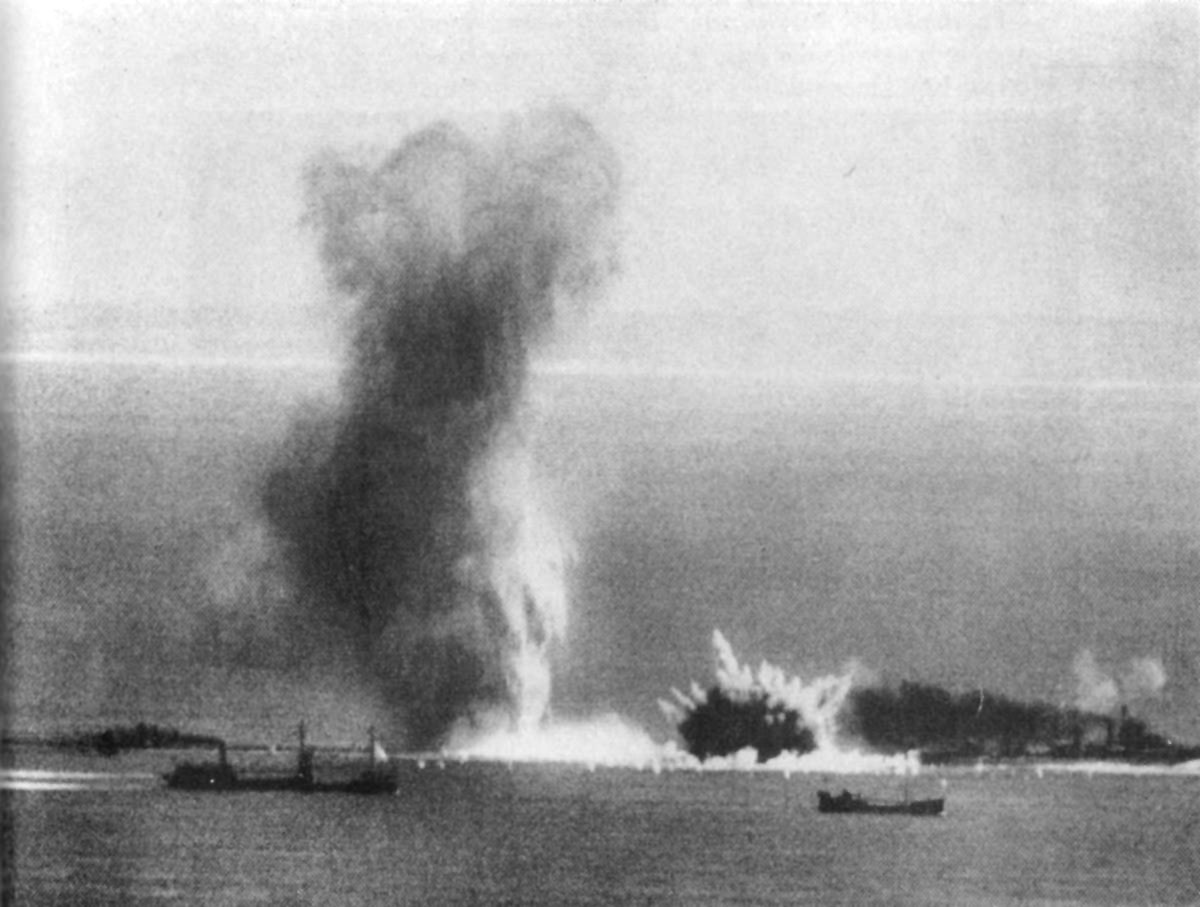
Un convoi britannique attaqué le 14 juillet 1940.

Le Kanalkampf (« combat de la Manche ») est le terme allemand désignant les opérations aériennes de la Luftwaffe contre la Royal Air Force (RAF) britannique au-dessus de la Manche en juillet-août 1940. Les opérations aériennes au-dessus de cette étendue d'eau initient la bataille d'Angleterre pendant la Seconde Guerre mondiale.
Le Royaume-Uni ayant rejeté les propositions de paix allemande, le Führer Adolf Hitler publie l'ordre n°16 de la Wehrmacht ordonnant de préparer l'opération d'invasion de la Grande-Bretagne sous le nom de code d'opération Seelöwe.
Les Allemands nécessite la supériorité aérienne sur le sud de l'Angleterre avant l'invasion et la Luftwaffe doit donc détruire l'équivalent britannique pour prendre le commandement du ciel et protéger l'invasion transmanche.